# Karel Stromšík
Karel Stromšík (Nový Jičín, 12 de abril de 1958) é um ex-futebolista profissional checo que atuava como goleiro.

## Carreira
Karel Stromšík fez parte do elenco da Seleção Checoslovaca de Futebol, da Copa de 1982.